# 西藏南路
西藏南路位於中國上海市黃浦區，是一條南北向城市次干道，北起延安东路接西藏中路，南到黄浦江，地底設有轨道交通八号线车站，全长3594米。该路通过其南端的西藏南路过江隧道通往浦东，2010年上海世博会大门亦设于该路南端。

## 历史
西藏南路的北段原为上海县城西侧的一条小河，名为周泾，南面到老西门附近与东西向的肇嘉浜（今复兴东路）相通，北面在今大世界处与东西向的洋泾浜（今延安东路）相通。19世纪后期，为上海法租界的西部界限。1900年法租界越过周泾向西扩展。20世纪初，上海法租界公董局填埋周泾，修筑成宽阔的马路，以法国首任驻沪领事敏体尼命名为敏体尼荫路。

## 交会道路（北向南）
- 延安东路
- 宁海东路
- 金陵中路、金陵东路
- 淮海中路、淮海东路
- 桃源路
- 寿宁路
- 会稽路
- 浏河口路
- 方浜西路
- 自忠路
- 复兴中路、复兴东路
- 肇周路
- 盐城路
- 方斜路、方斜支路
- 建国新路、安澜路
- 大吉路
- 大林路
- 陆家浜路
- 丽园路
- 徽宁路
- 斜土东路
- 西凌家宅路
- 瞿溪路
- 中山南一路、中山南路
- 高雄路、清流北街